# Artcurial

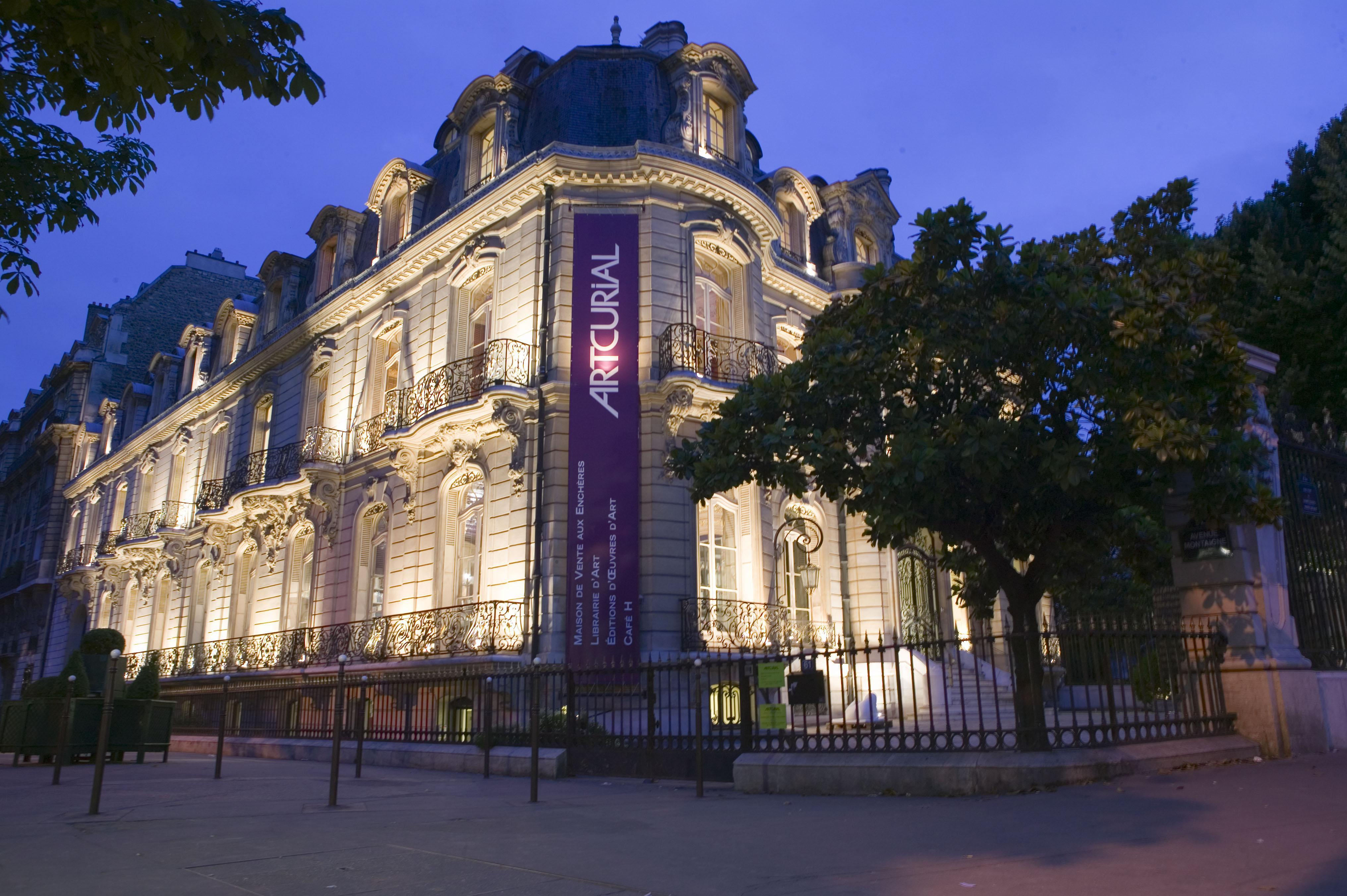
Artcurial all'Hôtel Marcel Dassault di Parigi

Artcurial è una casa d'aste francese che ha sede a Parigi nello storico Hôtel Marcel Dassault, uno degli hôtel particulier della capitale francese.

## Storia
Nel 2001 Nicolas Orlowski acquisì la galleria Artcurial da L'Oréal e assunse i banditori Francis Briest, Hervé Poulain e Rémy Le Fur fondando una casa d'aste con lo stesso nome.
Oggi Artcurial fa parte del gruppo Dassault e il miliardario monegasco Michel Pastor ne è stato azionista fino alla sua morte nel 2014.
Dal 2014 è la terza casa d'aste più grande di Parigi dopo Christie's e Sotheby's.
Il 12 giugno 2025, Artcurial si occuperà della vendita del manoscritto originale dell'appello del generale de Gaulle del 18 giugno agli Archivi nazionali francesi.